# Christa Vahlensieck
Christa Vahlensieck (née Kofferschläger le 27 mai 1949 à Düsseldorf) est une ancienne marathonienne allemande.

## Carrière
Le 28 octobre 1973 à Waldniel, elle est devenue la première allemande à courir un marathon en moins de 3 heures (2 h 59 min 26 s).
Le 3 mai 1975 à Dülmen, elle bat le record du monde en courant le marathon en 2 h 40 min 16 s. Ce record sera battu le 12 octobre de la même année par l'américaine Jacqueline Hansen.
Le 10 septembre 1977 elle bat à nouveau le record du monde au marathon de Berlin en 2 h 34 min 48 s. Record qui sera battu le 22 octobre de la même année par la norvégienne Grete Waitz.